# Heteropoda nirounensis
Heteropoda nirounensis este o specie de păianjeni din genul Heteropoda, familia Sparassidae. A fost descrisă pentru prima dată de Simon, 1903. Conform Catalogue of Life specia Heteropoda nirounensis nu are subspecii cunoscute.